# Acantholimnophila bispina
Acantholimnophila bispina är en tvåvingeart som först beskrevs av Alexander 1922.  Acantholimnophila bispina ingår i släktet Acantholimnophila och familjen småharkrankar. Inga underarter finns listade i Catalogue of Life.